# Músicos (pintura)
Músicos é um quadro do pintor Di Cavalcanti, realizado em 1923, em Paris.

## História
Músicos foi pintada em 1923 em Paris. Com nítidos traços cubistas, e força na geometrização de seres e objetos, o artista pinta a banda os Oito Batutas, liderada por Pixinguinha. Esta banda apresentou um repertório de choro, samba, maxixe e outros ritmos, em temporada de seis meses na capital francesa. Músicos enuncia alguns temas futuros de Di Cavalcanti como o popular, a dança e a música, fortemente marcada, dois anos mais tarde, pela obra Samba (Di Cavalcanti).
Até 1967, Músicos fez parte da coleção Jean Boghici. Esta obra esteve presente na exposição "No Subúrbio da Modernidade, Di Cavalcanti, 120 anos", exibida na Pinacoteca do Estado de São Paulo, em 2017.
Exposições:
- Semana de 22: Antecedentes e Consequências. Museu de Arte de São Paulo, MASP São Paulo, 1972.
- Tarsila do Amaral de Di Cavalcanti: Mito e Realidade no Modernismo Brasileiro. Museu de Arte Moderna de São Paulo, São Paulo, 2002.[3]
- Coleção Domingos Giobbi: Arte, uma relação afetiva, Pinacoteca do Estado de São Paulo, São Paulo, 2010.[4]
- A Cor do Brasil, Museu de Arte do Rio, Rio de Janeiro, 2016. [5]
- No Subúrbio da Modernidade, Di Cavalcanti, 120 Anos – Pinacoteca do Estado de São Paulo, 2017/8. [2]

Bibliografia:
- LANDAU A. Di Cavalcanti — 48 Reproduções Coloridas. São Paulo, 1971.
- Catálogo Semana de 22: Antecedentes e Consequências. Museu de Arte de São Paulo MASP, São Paulo, 1972.
- LANDAU A. Di Cavalcanti — 60 Reproduções Coloridas. São Paulo, 1976.
- Tarsila do Amaral de Di Cavalcanti: Mito e Realidade no Modernismo Brasileiro. Museu de Arte Moderna de São Paulo, 2002.
- Catálogo Coleção Domingos Giobbi: Arte, uma relação afetiva, Pinacoteca do Estado de São Paulo, 2010.
- Catálogo da Exposição No Subúrbio da Modernidade, Di Cavalcanti, 120 Anos — Pinacoteca do Estado de São Paulo, 2017/8.[2]